# Hadena caloscotina
Hadena caloscotina là một loài bướm đêm trong họ Noctuidae.